# Tyrone Edgar
Tyrone Edgar (Greenwich, Reino Unido, 29 de marzo de 1982) es un atleta británico, especialista en la prueba de relevos 4 x 100 m, con la que ha llegado a ser medallista de bronce mundial en 2009.

## Carrera deportiva
En el Mundial de Berlín 2009 gana la medalla de bronce en los relevos 4 x 100 metros, con un tiempo de 38,02 segundos, tras los jamaicanos y los trinitenses, siendo sus compañeros de equipo: Simeon Williamson, Marlon Devonish y Harry Aikines-Aryeetey.